# Samuel Grandsir
Samuel Grandsir (Évreux, 14 de agosto de 1996) es un futbolista francés que juega en la demarcación de centrocampista para el S. M. Caen de la Ligue 2.

## Biografía
Tras formarse como futbolista en el Évreux AC, y en el Évreux FC 27, finalmente en 2012 pasó a la disciplina del E. S. Troyes A. C. Un año después subió al segundo equipo, con el que disputó 51 partidos y anotó seis goles. Después de tres años ascendió al primer equipo, donde jugó 79 partidos y marcó ocho tantos, lo que le hizo valer para fichar por el AS Monaco el verano de 2018 por cinco millones de euros. En enero de 2019 fue cedido al R. C. Estrasburgo hasta final de temporada sin opción de compra. En julio volvió a marcharse cedido sin opción de compra, en esta ocasión al Stade Brestois 29. En marzo de 2021 abandonó definitivamente la entidad monegasca y firmó por tres años con Los Angeles Galaxy. Tras el segundo de ellos regresó a Francia, donde jugó para el Le Havre A. C. y el S. M. Caen.

## Clubes
| Club                       | País           | Año       | Partidos | Goles |
| -------------------------- | -------------- | --------- | -------- | ----- |
| E. S. Troyes A. C. "II"    | Francia        | 2013-2016 | 51       | 6     |
| E. S. Troyes A. C.         | Francia        | 2016-2018 | 79       | 8     |
| A. S. Monaco F. C.         | Francia        | 2018-2019 | 18       | 1     |
| R. C. Estrasburgo (cedido) | Francia        | 2019      | 9        | 0     |
| Stade Brestois 29 (cedido) | Francia        | 2019-2020 | 27       | 5     |
| A. S. Monaco F. C.         | Francia        | 2020-2021 | 0        | 0     |
| Los Angeles Galaxy         | Estados Unidos | 2021-2023 | 73       | 7     |
| Le Havre A. C.             | Francia        | 2023-2025 | 46       | 3     |
| S. M. Caen                 | Francia        | 2025-     | 9        | 1     |